# 麻雀4
『麻雀4』（まーじゃんフォー）はハンゲーム内のオンライン対戦麻雀ゲームである。
ここではハンゲーム内で提供されていた「三人麻雀」、「ひとりまーじゃん まーじゃんぐる」、「マージャンリーグ2」についても説明する。マージャンリーグ2を除いて基本的に無料。

## 麻雀4
2009年9月のアップデートにより「麻雀3」から「麻雀4」にタイトルが変更された。

### ゲームシステム
麻雀マネー
対局結果に応じてゲーム内通貨のやり取りを行う。麻雀マネーの所持金額によって称号が変化し、称号が高ければよりレートの高いロビーに入室できる。ゲームマネーアバガチャや麻雀マネーつきアバターを購入することでも増やすことができる。各ロビーのレートは1000点に対しての金額で表示されており、実際の雀荘におけるシステムに類似する。
見習
新規プレイヤーは最初に見習として経験値制の対局を行う。見習1級をクリアすると麻雀マネーが支給される。
無料補充
保険金システムのない称号で0円になると、無料補充を行うことができる。1日にできる無料補充の回数は制限されている。
保険金
麻雀4の新機能。特定称号になるまで所持金がたまると、保険金として所持金から一定金額が引かれる。この状態で所持金が0円になると保険金が引き出され、1段階降格となる。0円になる前に引き出すこともできる。
麻雀称号
麻雀4の新機能。大富豪以上の本格レートでの成績や上がり役の回数が規定を満たすと、称号アイコンが手に入ったり、技（配牌、ツモには影響しない）を覚えたりする。
思考時間
一手ごとの時間制限と持ち時間制が併用されており、一手ごとに定められた時間を超過すると持ち時間が減らされる。局が終わると回復する。これはこの項で紹介している4つの麻雀ゲーム共通のシステムである。

### 広場の種類
交流広場
部屋によって一部ルールを変更して対局できる。
祭り広場
原則毎週土・日に開催される（麻雀4では休止中）。週替わりのテーマに沿った祭りポイントを競う。ルールは祭りごとに変化する。
競技広場
成績は麻雀マネーではなくレイティングで評価される。
練習広場
ノーレートで麻雀がプレイできる。3人以下でもCPUプレイヤーを混ぜてプレイ可能。
牌譜再生広場
設定で牌譜を記録するように設定した場合に記録される牌譜を再生できる。

### ルール
- 25,000点持ちの30,000点返し。
- 喰い平和形のロン和了は全て30符。
- 後付けあり。
- 喰い替え無し。
- 裏ドラ・槓ドラ・槓裏あり。
- 途中流局あり。
- 流し満貫あり。
- 二翻縛りなし。
- 西入なし。
- 持ち点1,000点未満では立直不可。
- 飛びあり。0点ちょうどは続行。
- 包（責任払い）あり。
- 国士無双13門待ち・四暗刻単騎・大四喜・純正九連宝燈は2倍役満。

#### 部屋設定
交流広場では一部のルールを設定できる。太字は「すぐに対局」で適用されているもの。「完先部屋」など自主的にルールを付加している場合もある。
ルールに関するもの
- 局数：東風戦、半荘（東南）戦
- 喰いタン：あり、なし
- ウマ：5-10、10-20、10-30（左が3位から2位に払うポイント、右が4位から1位に払うポイント。1ポイント=1,000点）
- ロン：1人、2人、3人
- 焼き鳥：あり（場に30ポイント）、なし
- 赤ドラ：なし、五萬・五索・五筒1枚ずつ、五萬・五索1枚ずつ・五筒2枚
- チップ：あり、なし（1枚=2ポイント）
- 割れ目：あり、なし（割れ目の有無でロビーが分かれている）

チップは一発、裏ドラ、赤ドラ（赤ドラのチップ移動は門前、副露にかかわらず行われる）、役満和了の祝儀として移動する。
観戦に関するもの
- 観戦者の許可：あり、なし
- 観戦者への手牌の公開：あり、なし
- 観戦者と対局者のチャット：あり、なし

その他
- スピード：ゆったり、標準、さくさく、超光速

### 競技広場ルール
交流広場と違う点を挙げる。
- 裏ドラ・槓ドラ・槓裏なし。
- 流し満貫なし。
- 飛びなしだが、持ち点1,000点未満ではリーチ不可。

部屋設定
- 局数：半荘（東南）戦
- 喰いタン：あり
- ウマ：10-30
- ロン：1人
- 赤ドラ：なし
- チップ：なし
- 割れ目：なし
- スピード：さくさく

## 三人麻雀
2018年1月17日サービス終了。麻雀4とは別のゲーム内通貨「三麻マネー」のやり取りを行っていた（かつては四人麻雀と同じ麻雀マネーを使用）。三麻マネーも有料で購入することができる。

### ルール
麻雀4との相違点のみ挙げる。
- 二萬～八萬を使わない。一萬がドラ表示牌の場合、九萬がドラ。
- チーなし。
- 北家なし。
- 途中流局なし。5回目の槓はできない。
- 35,000点持ちの40,000点返し。
- ウマは40,000点を割ったプレイヤーから1位に10ポイント（1万点分）。
- ノーテン罰符は場に2,000点。
- 積み棒は1本200点。
- 包なし。
- 赤ドラは五索、五筒1枚ずつ。
- ツモ和了時の北家が支払うべき得点は考慮されない（ロン和了時と比べた場合の点棒収入は子が約3/4、親が約2/3）

#### 部屋設定
ルールに関するもの
- 局数：東風戦、半荘（東南）戦
- 喰いタン：あり、なし
- ロン：1人、2人
- 焼き鳥：あり、なし
- チップ：あり、なし

観戦に関するもの
- 観戦者の許可：あり、なし
- 観戦者への手牌の公開：あり、なし
- 観戦者と対局者のチャット：あり、なし

その他
- スピード：ゆったり、標準、さくさく、超光速

### 北の扱い
- 北は抜きドラ。北が必要な小四喜・大四喜・国士無双に限り、手の内に入れて使用することができる（聴牌の判定も同様）。
- 搶槓のように他人が抜いた北でロンできる。
- 槓はできない。

## ひとりまーじゃん まーじゃんぐる
2016年6月22日サービス終了。一人用麻雀ゲーム。対戦相手はジャングルに住む動物である。
対戦結果に応じて果物を手に入れる。この果物を食べることによって経験値が入り、レベルアップすると新しい動物が登場する。一部の果物はルール変更オプションを購入するために必要な場合もある。また、お宝を手に入れることがあり、このお宝はお宝コレクションで閲覧できる。

## マージャンリーグ2
2011年1月13日にサービス終了。麻将連合（μ）所属のプロ雀士が登場していた。プレイするためにはリーグチケットが必要（50枚500円～325枚3,000円）。無料でも試用会員として25枚配布されるが、試用会員では一部機能（戦績閲覧やチケット返還など）に制限がかかる。1回チケットを購入すれば正式会員となる。基本的に1プレイで5枚消費する。1位になればチケットは全部返還され、2位でも参加費の半分（小数点以下切り捨て）が返還される（正式会員のみ）。

### ルール
- 25,000点持ちの25,000点返し。半荘（東南）戦。
- 喰いタン・後付け・喰い替えあり。
- 途中流局あり。
- 流し満貫なし。
- 二翻縛りなし。
- 持ち点1,000点未満ではリーチ不可。
- 飛びあり。
- 包（責任払い）あり。大四喜・大三元に適用。
- 純正九連宝燈・国士無双13門待ち・四暗刻単騎・大四喜は通常の役満。
- ウマはないが、順位によってもらえるポイントが違う。
- 焼き鳥・赤ドラ・チップ・割れ目なし。

### 段位システム
最初の1対局はルーキーとしてコンピュータ対戦を行う。終了後、10級に所属する。
対局の評価はポイントによって行われる。ポイントは順位点（1位600ポイント、2位400ポイント、3位200ポイント、4位0ポイント）と所持点数ポイント（（終局時の持ち点-25,000点）÷100）の合計点で算出される。
級位では連続最大7戦の合計ポイントが一定値を超えれば昇格となる。降格はない。段位では特別昇段と月末昇格・降格があり、特別昇段は段ごとに設定されたポイント以上になればその時点で昇段となる（定員あり）。月末昇格・降格の判定には月内の連続対戦（対局数は段によって異なる）で最もポイントの高いものが使われる。